# Craig (Colorado)
Pour les articles homonymes, voir Craig.
Craig est une ville américaine située dans le Colorado. C'est le siège du comté de Moffat.
Selon le recensement de 2010, la population de Craig s'élève à 9 464 habitants. La municipalité s'étend sur 5,14 milles carrés (13,31 km2).
La ville est nommée en l'honneur du révérend Bayard Craig.
Craig possède un aéroport (Craig-Moffat Airport, code AITA : CIG).

## Démographie
| 1910 | 1920  | 1930  | 1940  | 1950  | 1960  |
| ---- | ----- | ----- | ----- | ----- | ----- |
| 392  | 1 297 | 1 418 | 2 123 | 3 080 | 3 984 |

| 1970  | 1980  | 1990  | 2000  | 2010  | - |
| ----- | ----- | ----- | ----- | ----- | - |
| 4 205 | 8 133 | 8 091 | 9 189 | 9 464 | - |